# Rathaus (Memmingen)

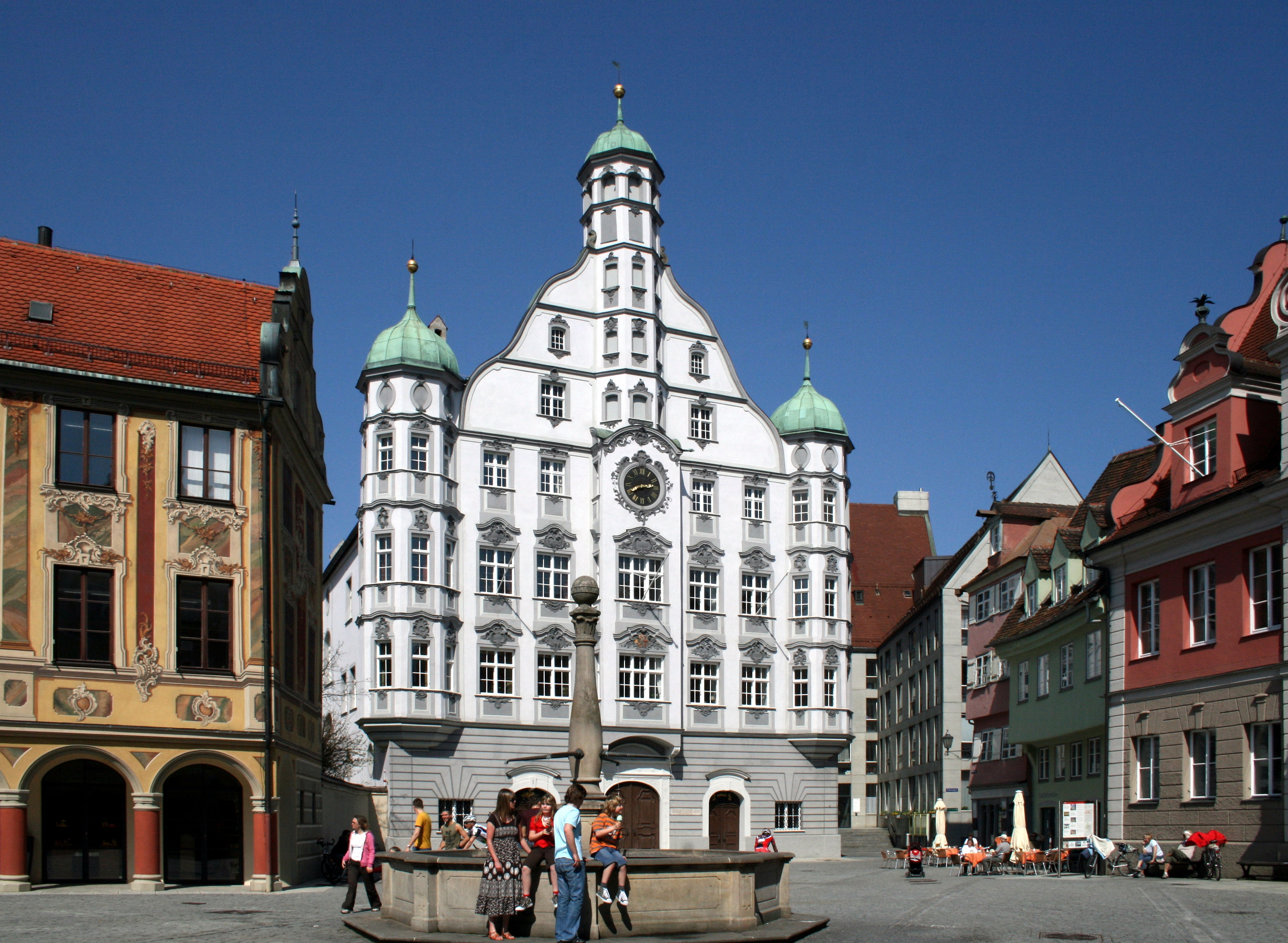
Memminger Rathaus

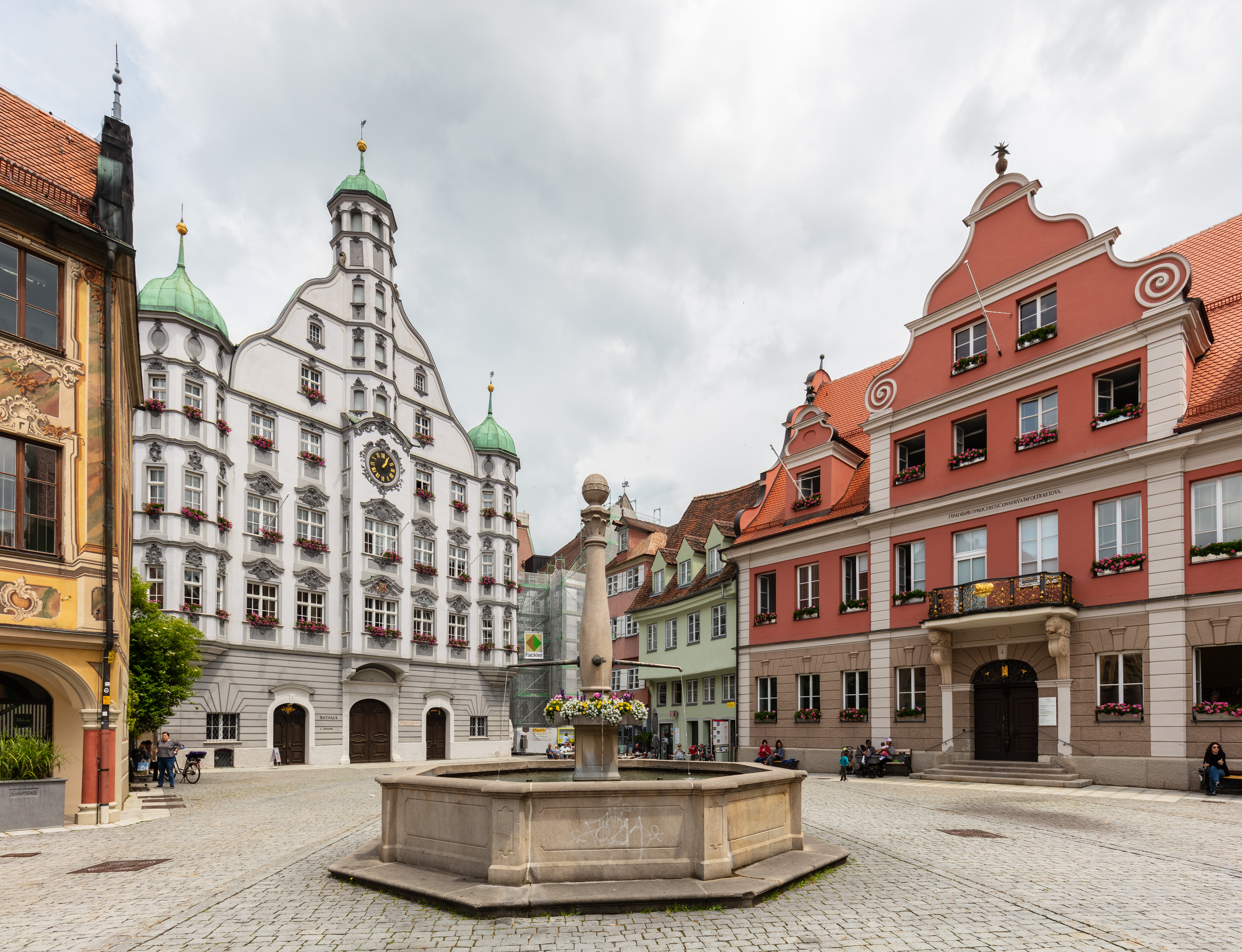
Rathaus und Nachbargebäude

Das Rathaus im oberschwäbischen Memmingen ist ein mehrstöckiger Renaissancebau des 16. Jahrhunderts. Es setzt einen starken städtebaulichen Akzent und schließt den Marktplatz nach Nordosten ab. Es zählt zu den berühmtesten Bauwerken Memmingens.

## Lage
Das Rathaus steht am hinteren Teil des Marktplatzes, westlich umrahmt vom Steuerhaus, östlich von zwei kleinen Häusern und der Großzunft. Direkt dahinter befindet sich der älteste Teil der Stadtbefestigung. In der Schlossergasse, die sich östlich an das Rathaus anschließt, stehen das in den 1970er-Jahren erbaute Welfenhaus und der Hexenturm (in Teilen aus dem 12. Jahrhundert). Das Welfenhaus ist durch einen Übergang mit dem Rathaus verbunden. Vor dem Rathaus steht ein neobarocker Marktbrunnen (1994 neu erbaut).

## Baugeschichte

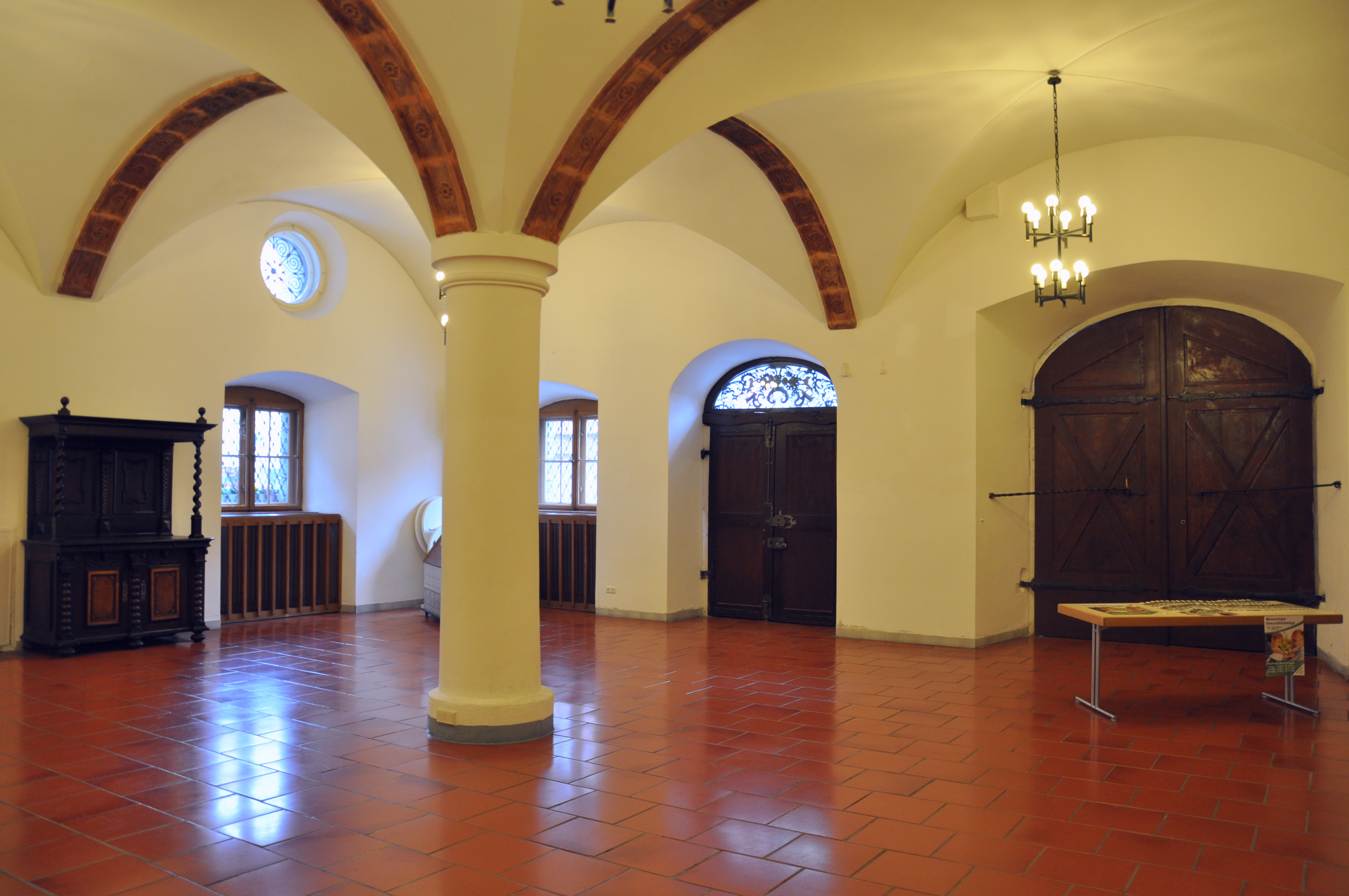
Erdgeschoss, Eingangshalle

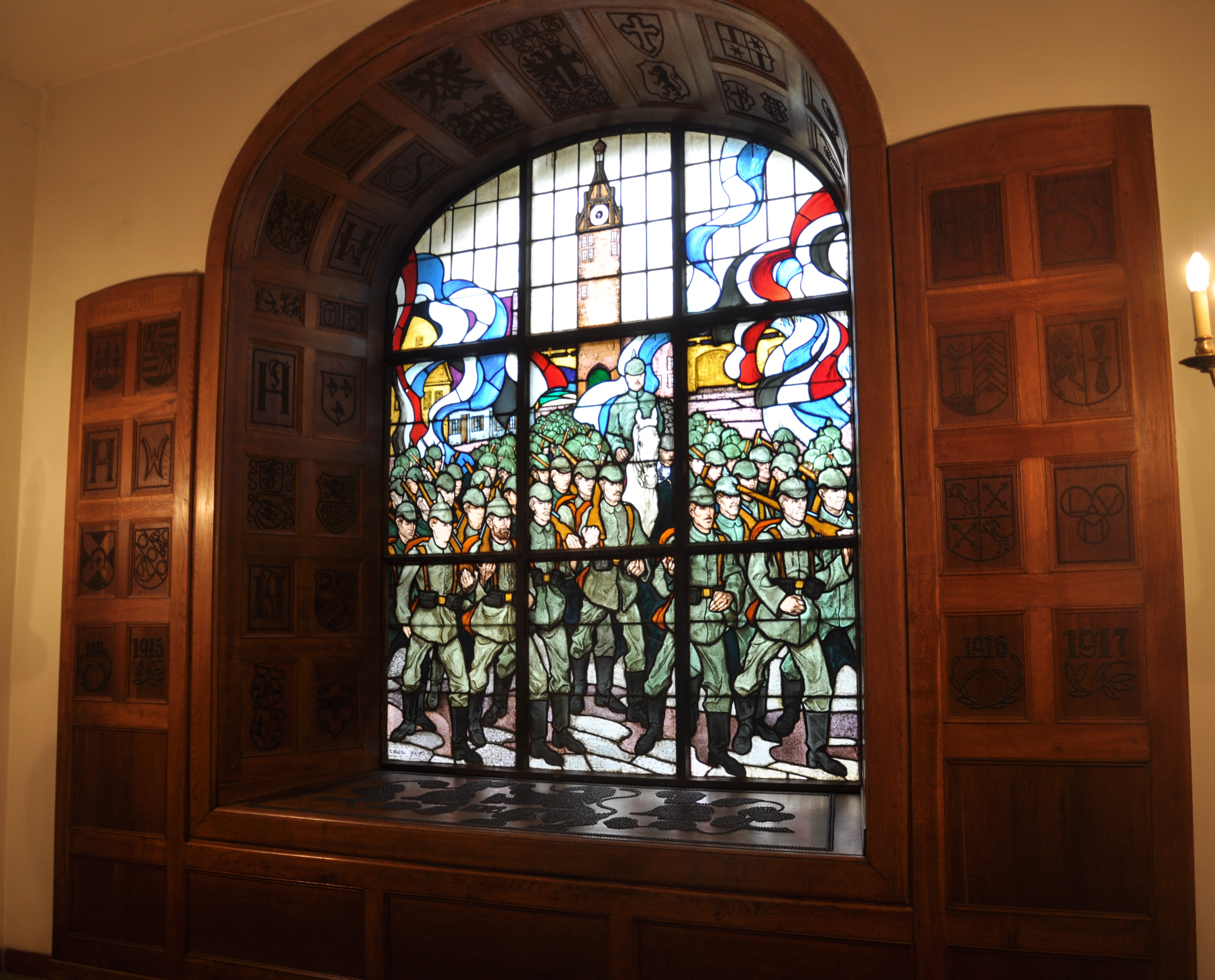
„Kriegswahrzeichen“ von 1918

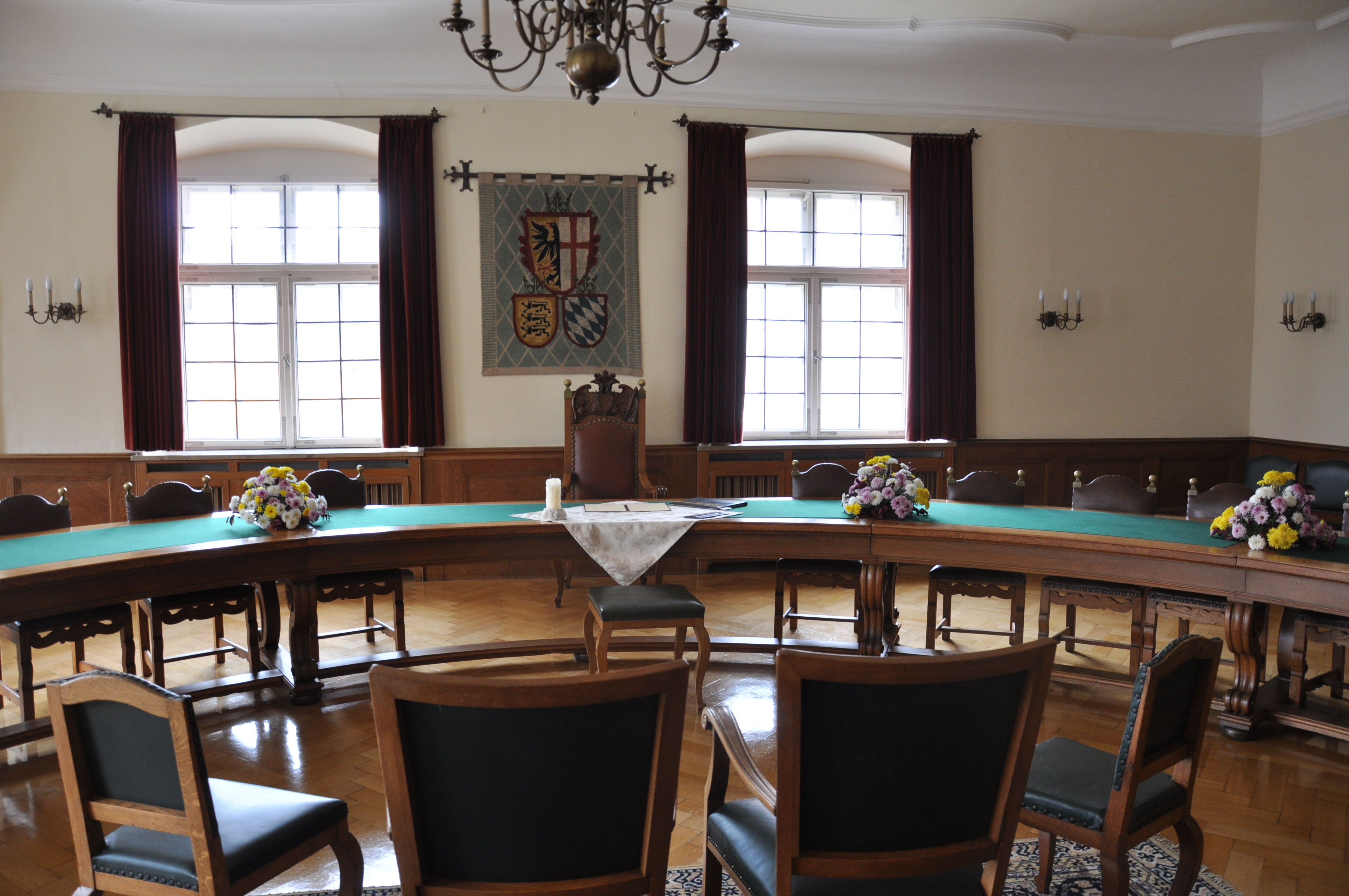
Alter Sitzungssaal im 2. Obergeschoss

Um 800 soll auf dem Platz, auf dem das Rathaus steht, ein Heiliger namens Martin erschlagen worden sein. Bereits im 14. Jahrhundert wurde eine Ratsstube erwähnt. 1488 wurde der alte Ratssitz aufgestockt und danach mehrmals erweitert (z. B. 1522). Das damalige Rathaus war ein Fachwerkbau mit offenen Lauben. Den heutigen Prunkbau plante man vermutlich im Jahre 1565, denn in diesem Jahr brach man zwei Rippen des Steuerhauses ab. Aber erst im Jahr 1589 verwirklichte man den Plan des Stadtwerkmeisters Johann Jakob Ehinger. Der Bau kostete die damals unvorstellbare Summe von 30.000 Gulden (der Stadthaushalt betrug etwa 90.000 Gulden). Das Rathaus hatte schon damals die heutige Gestalt mit einem hohen Giebel, flankiert von zwei kleinen Erkern. Im 18. Jahrhundert, als sich die Adligen Landschlösser zulegten, wollte die Stadtrepublik nicht nachstehen und errichtete ebenfalls ein prachtvolles Gebäude als Wahrzeichen Memmingens. Das Rathaus wurde im Rokoko-Stil nach den Entwürfen von Johann Georg Knoll und Jakob Mitteregger umgestaltet. 1764–1765 erhielt der Giebel sein geschwungenes Profil, die Fenster wurden mit Stuckdekor eingefasst. Die Portaltrias bekam geschnitzte Türflügel. Die Oberlichter der Seiteneingänge sind seitdem mit den Wappen der Stadt und des Geheimen Rats versehen. Das große Mitteltor gestattete selbst Frachtfuhrwerken die Einfahrt in die zweischiffige Gewölbehalle. Im Keller des Rathauses befand sich die alte Ratsstube. Er ist so tief, dass dort stets kühle 4 °C herrschen.
Für das Jahr 1878 ist eine „Erneuerung der Fassade“ nachweisbar, mit der das Rathaus auch eine vom Marktplatz gut sichtbare Uhr erhielt.
Rund drei Jahrzehnte später wurde die Fassade des Rathauses 1906–1908 nach einem Entwurf bzw. Gutachten des angesehenen Münchener Architekten Gabriel von Seidl durch Stadtbaumeister Peter Lang saniert und dabei in Einzelheiten erneut verändert. Anschließend wurde ein Teil der Innenräume nach Entwürfen des Münchener Architekten Franz Zell neu ausgestattet. Beide Maßnahmen wurden zeitgenössisch als Restaurierung gesehen, der freie Umgang mit der historischen Bausubstanz entspricht allerdings nicht den heutigen Maßstäben der Denkmalpflege.
Die Garnison von Neu-Ulm war erst 1914 nach Memmingen verlegt worden, in der Hoffnung auf eine siegreiche Rückkehr der Soldaten aus dem Ersten Weltkrieg stifteten Memminger Bürger Geld für Kriegerwitwen und -waisen. Mit einer Kriegsnagelung wurde für diese Stiftungen Geld gesammelt: Im Treppenhaus des Rathauses wurde in ein Fenster eine Farbverglasung mit Soldatenmotiv eingefügt, das eine siegreiche militärische Einheit beim Einzug in die Stadt zeigt. Um das Fenster herum wurden die Wappen der Stadt in Holz angebracht, in die gegen eine Spende Ziernägel eingeschlagen werden konnten. Dieses sogenannte Kriegswahrzeichen wurde am 12. Mai 1918 eingeweiht.
Die Fassade wurde zuletzt im Jahre 2007 für ca. 100.000 Euro saniert.

## Baubeschreibung

### Vorderseite
Die Vorderseite des Rathauses besitzt drei Eingänge, ein großes Tor, flankiert von zwei kleineren Eingangstüren. Durch das Tor konnten Fuhrwerke direkt in die große Halle des Rathauses fahren. Darüber steht die Jahreszahl 1589 für das Baujahr, über den beiden Türmen sind die vergoldeten Wappen des Geheimen Rates und der Reichsstadt angebracht. Der Erdgeschoss-Fassade ist mit dunkelgrau gestrichenem, genutetem Putz versehen.
Über dem Tor beginnt ein eckiger Erker mit einer mechanischen Uhr. Über der Uhr geht der Erker in einen runden Erkerturm über. Die beiden anderen runden Erkertürme links und rechts außen sind mit geschwungenen Wänden verbunden. Die Erkertürme besitzen kupfergedeckte welsche Hauben mit dem Stadtwappen als Wetterfahne. Die zahlreichen Fenster sind mit Stuckverzierungen gerahmt. Die Grundfarbe des oberen Hausteils ist hellgrau mit dunkelgrauen Fensterumrahmungen.

### Rückseite
Die Rückseite des Rathauses besitzt zahlreiche rundbogige Fenster, die im Gegensatz zu denen auf der Vorderseite nicht stuckiert sind. Die verschiedenen Stockwerke des Hauses sind mit Zierleisten besetzt. Die Läden der oberen Fenster sind noch etwas dunkler als die dunkelgrauen Fassadenteile.

### Erdgeschoss
Im Erdgeschoss betritt man durch das mittlere Tor oder die rechte Tür eine große Halle, die mit einem Spitzbogengewölbe ausgestattet ist und als Versammlungsraum genutzt wird. 1825 wurde die Nordhälfte für das städtische Archiv abgeteilt, heute ist eine Glaswand eingezogen. Das Gewölbe stützt sich auf drei Säulen und ist durch rote Gurtbögen gegliedert. Durch die westliche Tür gelangt man in das sogenannte Stüble, einen kleinen Mehrzweckraum, in dem beispielsweise die Einschreibung bei Bürgerbegehren stattfindet.

### Erster Stock
In den ersten Stock gelangt man vom Erdgeschoss aus über die große repräsentative Treppe. Hier befinden sich Verwaltungsräume sowie das Büro des Oberbürgermeisters und seines Stellvertreters. An den Wänden hängen Ölgemälde der früheren Oberbürgermeister. Die einzelnen Türen sind reich verziert mit Schnitzereien und aufwändigen Intarsien. Das Büro des Oberbürgermeisters mit Holzvertäfelung befindet sich im linken Erkerturm.

### Zweiter Stock
Auch im zweiten Stock sind Verwaltungsräume und der Sitzungssaal des Stadtrats untergebracht. Die Türen sind ebenfalls mit Intarsien und Schnitzereien verziert.

## Wichtige Ereignisse im und um das Rathaus
Im Juli 1524 demonstrierte die Memminger Bürgerschaft vor dem Rathaus für die Einführung der Reformation. Diese wurde am Nikolausabend desselben Jahres rituell durch das Neue Abendmahl in St. Martin eingeführt.
Am 21. April 1525 wurde die Bürgerschaft im Harnisch vor das Rathaus gerufen, da angenommen wurde, dass Truppen des Schwäbischen Bundes wegen der Zwölf Artikel und der Verfassungsgebenden Bauernversammlung auf die Stadt marschieren würden.
1534 verkündete ein Memminger Bürger vor dem Rathaus, dass er seinen Sohn in das Frauenhaus geschickt habe, damit er etwas lerne. Dies ist vor allem im Zusammenhang damit zu sehen, dass in diesem Jahr die Prediger der Stadt gegen das Frauenhaus wetterten, die Memminger Bürger sich aber oft schützend vor die Prostituierten des Frauenhauses stellten.
Am 8. Oktober im Jahr 1551 riefen die kaiserlichen Kommissare Abt Gerwick und Heinrich Hase den Rat der Stadt, den Stadtmann und die Elfer auf den Rathausplatz, um ihnen das kaiserliche Creditiv zu verlesen und sie zu dessen Umsetzung zu bewegen. Hierbei ging es um eine Verschlankung der städtischen Verwaltung und die Vormachtstellung der Patrizier im sogenannten Hasenrat.